# Bonifatius von Buseck
Johann Burkhard von Buseck (* 20. März 1628 in Rödgen, Kreis Gießen; † 21. März 1707 in Fulda), wirkte unter dem Ordensnamen Bonifatius von Buseck OSB als Propst in Michaelsberg, Johannesberg und Neuenberg.

## Familie
Er war der Sohn des Oberschultheißen in Fulda, Johann Ottmar von Buseck († 1637) und dessen erster Ehefrau Maria Magdalena, einer geborenen von Rodenhausen († 1635). Sein Bruder Conrad Philipp von Buseck begründete den sogenannten Eppelborner Zweig der Familie von Buseck. Der Enkel Conrad Philipps war Amand von Buseck, der erste Fürstbischof von Fulda.
Der Vater verstarb früh und hinterließ mehrere unmündige Kinder. Die Vormünder beriefen sich auf ein an den Vater gegebenes Versprechen des Fuldaer Abtes, einen der Söhne auszubilden und schickten ihm den ältesten Sohn Johann Burkhard.

## Werdegang
- 1642 Ankunft in Fulda
- Weihnachten 1644 Aufschwörung für die Aufnahme in das Kapitel des Stiftes Fulda
- Weihnachten 1645 Ablegung des Ordensgelübdes
- 1651 Priesterweihe; Kapitular
- 1653 Propst am Michaelsberg
- 1656–1700 Propst in Johannesberg
- 1676 erwähnt als Domherr zu Fulda[1]
- 1701 Propst zu Neuenberg, Geheimer Ratspräsident der weltlichen Regierung, Geheimer Rat und Statthalter
- 1706 erwähnt als Dekan des Hochstifts Fulda[2]

## Wirken
Bonifatius ließ die Kirche zu Johannesberg nach zeitgenössischem Geschmack umgestalten und stattete sie mit drei frühbarocken Altären und einer Kanzel aus. Eine ehemalige Inschrift von ihm samt Wappen am Triumphbogen der Kirche ist nicht mehr erhalten. Sie berichtete über den Umbau in den Jahren 1688–1691 und pries Bonifatius als Bauherren. Vorher hatte er die Gebäude des zur Propstei gehörenden Gutes in Nonnenrod errichtet, an denen sein Wappen mit der Jahreszahl 1683 prangt. Des Weiteren ließ er in den Jahren 1702–1702 die Domdechanei erbauen, die unter den Profanbauten des Klosters wegen ihrer künstlerischen Qualität eine besondere Stellung einnimmt. Ihr Architekt war der Franziskanerbruder Antonius Peyer. Eine inzwischen zerstörte Orgel der Totenkapelle am Fuße des Frauenberges in Fulda trug sein Wappen als Stifter. Bonifatius unterhielt rege Beziehungen zu Bamberg. Helmer vermutet in seinem Artikel, dass Bonifatius den Fürstabt von Fulda Adalbert von Schleifras auf den Bamberger Architekten Johann Dientzenhofer aufmerksam machte und diesen dazu bewog, nach Fulda zu gehen.
1695 nahm sich Bonifatius seines Großneffen an. Dieser wurde in Fulda ausgebildet und stieg zu hohen Würden auf. Es war der spätere Fürstbischof in Fulda Amand von Buseck.